# 승명 (북위)
승명(承明, 476년 6월 ~ 12월)은 북위(北魏) 효문제(孝文帝) 원굉(元宏)의 두번째 연호이다. 7개월 동안 사용하였다. 476년 6월, 태상황(太上皇) 탁발홍(拓跋弘)이 사망하자 연호를 고치고 장례를 치렀다.

## 개원
- 연흥(延興) 6년 6월 14일[1](476년 7월 21일)에 연호를 승명(承明)으로 개원함.[2][3][4][5]

- 승명(承明) 2년 1월 1일[6](477년 1월 30일)에 연호를 태화(太和)로 개원함.[2][3][4][5]

## 연대 대조표
| 승명        | 원년           |
| 서기        | 476년          |
| 간지        | 병진(丙辰)     |
| 유송 (劉宋) | 원휘(元徽) 4년 |

## 동시대 연호

### 중국
유송(劉宋)
- 원휘(元徽) (473년 ~ 477년)

### 몽골
유연(柔然)
- 영강(永康) (464년 ~ 485년)

## 같이 보기
- 중국의 연호 목록